# Énergie au Mali
Le secteur économique de l'énergie aux Mali occupe une place prédominante dans le pays.
La consommation énergétique provient en grande partie (81 %) du bois et du charbon de bois, largement devant les produits pétroliers (16 %) et l’électricité (3 %). Cette surconsommation des produits du bois (6 millions de tonnes en 2002) crée une pression trop forte sur les forêts et accélère la désertification. Les énergies renouvelables comme l'énergie solaire sont appelées à se développer.

## Géographie
Le Mali est un pays situé au cœur de l’Afrique de l’Ouest, entre les 10e et 25e degrés de latitude nord et entre le 4e degré de longitude est et le 12e de longitude ouest. Il couvre une superficie de 1 241 238 km2 et partage des frontières avec sept pays limitrophes : l’Algérie au nord, le Niger et le Burkina Faso à l’est, la Côte d’Ivoire et la Guinée au sud, la Mauritanie et le Sénégal à l’ouest. Le relief malien se compose de plateaux gréseux, de plaines, de deltas et du massif de l’Adrar des Ifoghas. Le Sahara occupe plus de la moitié nord du territoire, tandis que la région sud est caractérisée par des savanes et des montagnes

## Contexte
La situation énergétique du Mali se caractérise par un déficit de la production d’énergie.
En 2020, le pays a un taux d’autosuffisance énergétique de 73,74%. La consommation d'énergie électrique est de 7 226 067,04 MWh. Le taux d’accès des populations aux services énergétiques est faible, avec un taux national de 52% en 2020 et une disparité spatiale marquée par un très faible taux en milieu rural (24,08%). Le Mali investit dans le développement des énergies renouvelables : solaire, biomasse, biocarburants, éolien.
Les derniers chiffres disponibles sur les questions d’énergie consultées par Africa Check datent de 2020 et font état d’un taux d’accès à l’électricité de 50,56 % (base de données de la Banque mondiale) et de 51 % (rapport sur les progrès énergétiques 2022).

## Électricité

### Production et distribution (2006)[4]
La production électrique au Mali est principalement réalisée et distribuée par la société nationale EDM.
Les principaux site de production sont  le barrage hydroélectrique de Manantali et le barrage hydroélectrique de Sélingué. EDM a produit 720,8 GWh d'électricité distribuée sur 3 900 km de lignes constituant le réseau interconnecté en 2004 et 882,5 GWh en 2006 sur les sites de :

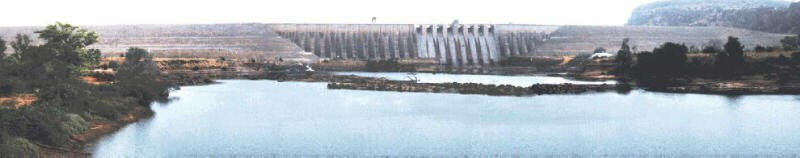
Le barrage hydroélectrique de Manantali.

- Centrale hydroélectrique de Manantali : 104,0 MW de puissance installée et de 380,7 GWh (soit 43,1 %) de production.
- Centrale hydroélectrique de Sélingué : 46,2 MW de puissance installée et 247,4 GWh (soit 28,0 %)  de production.
- Centrale de location Aggreko à Nouakchott en Mauritanie : 13,0 MW de puissance installée et 83,0 GWh (soit 9,4 %) de production .
- Centrale hydroélectrique de Sotuba : 5,7 MW de puissance installée et 34,5 GWh (soit 3,9 %) de production.
- Centrale hydroélectrique de Félou :0,7 MW de puissance installée et 0,2 GWh (soit 0,02 %) de production en.
- Centrale thermique de Darsalam : 39,1 MW de puissance installée et 18,3 GWh (soit 2,0 %) de production.
- Centrale thermique de Balingué :32,7 MW de puissance installée et 118,2 GWh (soit 13,4 %)  de production[4].

### Chiffres 2020
| Production (ktep)                                  | 5 632.54     |
| Importation (ktep)                                 | 2 058.29     |
| Approvisionnement total en énergie primaire (ktep) | 7 637.99     |
| ATEP/Habitant (ktep)                               | 0.37         |
| Taux d’autosuffisance énergétique(%)               | 73.74        |
| Consommation d'énergie électrique (MWh)            | 7 226 067.04 |
| Consommation d'énergie électrique/Habitant (MWh)   | 350.06       |
| Taux d’autosuffisance électrique(%)                | 97.98        |
| Part des EnR dans la production d'électricité(%)   | 20.36        |

## Programme d'action pour le développement de l'énergie électrique
- Projet de promotion des énergies renouvelables : Ce projet, soutenu par la Banque africaine de développement, vise à améliorer le cadre législatif et réglementaire pour les investissements dans les énergies renouvelables. Il renforce également les capacités institutionnelles et la sensibilisation à la promotion des énergies propres[1].
- Initiatives de l’UNDP : L’UNDP (Programme des Nations unies pour le développement) soutient les autorités maliennes et les communautés pour réduire les risques liés au changement climatique. Cela inclut des mesures visant à accroître la résilience communautaire grâce à l’efficacité énergétique[6].
- Financement de la Banque mondiale : La Banque mondiale a approuvé un financement de 157 millions de dollars pour améliorer la fiabilité et l’efficacité du système électrique au Mali, augmenter l’accès à l’électricité dans certaines zones et faciliter l’intégration des énergies renouvelables[7].

## Énergies renouvelables
- Promotion des énergies renouvelables : Le Mali encourage l’utilisation de l’énergie solaire, éolienne et biomasse. Des incitations pécuniaires sont offertes aux investisseurs pour développer ces sources d’énergie[3].
- Centrale solaire de Segou : En 2019, le Mali a inauguré une centrale solaire de 33 MW à Segou[8].
- Barrage de Taoussa : Le projet de barrage de Taoussa sur le fleuve Niger vise à augmenter la capacité de production hydroélectrique.
- Électrification rurale : Des mini-réseaux solaires et des systèmes autonomes sont déployés dans les communautés éloignées.

## Zones rurales
Le Mali a entrepris des projets spécifiques pour améliorer l’accès à l’électricité dans les zones rurales, Ces initiatives visent à réduire la disparité d’accès à l’électricité entre les zones urbaines et rurales, le taux d'électrification national étant de 52% en 2020 et le faible taux en milieu rural (24,08%). Le gouvernement encourage la mise en place de mini-réseaux solaires dans les villages éloignés, des systèmes d’énergie solaire autonomes sont déployés dans les zones où l’accès au réseau électrique est limité. L'utilisation de l’énergie solaire pour l’électrification rurale bénéficie d'incitations pécuniaires aux investisseurs.